# Премия Гейдара Алиева
Премия Гейдара Алиева — ежегодная государственная премия Азербайджана. Учреждена указом Президента Азербайджанской Республики Ильхама Алиева 10 марта 2004 года. 20 сентября 2007 года утверждено положение о премии.

## Правила
Премия вручается:
- за особые заслуги в общественно-политической, социальной сфере, области экономики, науки, литературы, искусства

- за особые заслуги на государственной службе, высокий профессионализм, активное участие в общественной жизни

- за отличие в укреплении суверенитета и независимости Азербайджана

- за развитие дружбы и взаимного сотрудничества в области международных отношений

Премия не вручается одному и тому же лицу повторно.
Премия вручается ежегодно 10 мая.
Решение о присуждении премии принимается комиссией и утверждается Президентом Азербайджана.
Премия включает золотой нагрудной знак, диплом и денежное вознаграждение (50 000 манатов). 
Число ежегодно вручаемых премий и номинации определяются комиссией.
Кандидата на получение премии вправе выдвинуть Президент Азербайджана, премьер-министр, спикер Национального собрания, председатель Конституционного суда, президент Национальной академии наук, творческие организации, и лица, ранее получившие премию Гейдара Алиева.  
Кандидатуры выдвигаются до конца октября текущего года.
Один человек (организация) вправе выдвинуть только одного кандидата.
Список кандидатов публикуется в прессе за два месяца до вручения премии.
Награда вручается в торжественной и публичной форме главой государства или лицами, представленными им.
На церемонии освещаются деятельность, творчество лауреата.

## Лауреаты
Премия Гейдара Алиева впервые была вручена в 2009 году. 
| № | Дата        | ФИО                                            | Описание |
| - | ----------- | ---------------------------------------------- | --- |
| 1 | 5 мая 2009  | композитор, народный артист Ариф Маликов       | за особые заслуги в развитии музыкальной культуры Азербайджана                                                                    |
| 2 | 5 мая 2009  | скульптор, народный художник Омар Эльдаров     | за особые заслуги в развитии изобразительного искусства Азербайджана                                                              |
| 3 | 5 мая 2009  | президент Фонда Гейдара Алиева Мехрибан Алиева | за плодотворную деятельность в общественно-политической и культурной жизни Азербайджанской Республики                             |
| 4 | 10 мая 2011 | Анар, писатель                                 | за особые заслуги в развитии азербайджанской литературы                                                                           |
| 5 | 6 мая 2015  | Таир Салахов, художник                         | за исключительные заслуги в развитии азербайджанской культуры и достойный вклад в мировую сокровищницу изобразительного искусства |
| 6 | 10 мая 2017 | Нариман Гасанзаде, поэт                        | за особые заслуги в развитии азербайджанской культуры                                                                             |
| 7 | 10 мая 2019 | Хошбахт Юсифзаде, инженер-геолог               | за особые заслуги в развитии нефтяной промышленности в Азербайджане                                                               |
| 8 | 10 мая 2023 | Рауф Абдуллаев, дирижёр                        | за особые заслуги в развитии азербайджанской культуры                                                                             |
| 9 | 8 мая 2025  | Ариф Бабаев, певец                             | за особые заслуги в развитии азербайджанской культуры                                                                             |